# Diong Mendy
Diong Mendy, jugador de fútbol senegalés que militó en las categorías inferiores del F. C. Barcelona. Nació el 8 de agosto de 1988 en Santacuroto (Senegal) y juega de delantero en el Atlético Pulpileño de la Tercera División española de fútbol (G. XIII. Mide 1,72 m. y pesa 73 kg.  

## Inicios
Tenía 12 años cuando en el año 2000 llegó desde Senegal con sus padres y cuatro hermanos a la diputación cartagenera de La Palma (Cartagena). Empezó a jugar al fútbol en el Roldán  A. D. (Roldán (Torre Pacheco)), dónde empezó a destacar gracias a su gran físico y olfato goleador, llegando a formar parte de la selección alevín murciana.

## F. C. Barcelona
Pronto, varios ojeadores se fijaron en el y en 2002 lo fichó el F. C. Barcelona, con el que jugaría seis temporadas, desde infantil hasta juvenil. Diong Mendy se hizo famoso en el famoso torneo de infantiles retransmitido por Canal Plus y sobre todo por haber anotado la friolera de 97 goles en una sola temporada como infantil. Formó equipo junto a otros grandes jugadores como Messi, Sergio Busquets, Diego Capel, Marc Crosas o Jeffren. Destacó en el filial azulgrana por ser muy rápido y listo para abrirse espacios, además de que su físico era superior al resto. A mitad de temporada 2005-2006 fue cedido al equipo juvenil del Albacete C. F..

## Regreso a Murcia
En 2006 quedó desligado del F. C. Barcelona para fichar por el Real Murcia C.F., jugando en división de Honor juvenil y en el Real Murcia B. Dos años más tarde, empezaría su peregrinaje por una serie de equipos de 2º Dvision B o de Tercera División, como el Muleño, Elche C. F., Águilas C.F. o el Cádiz C. F.. Tras su paso por el Jumilla C.F., dónde consiguió el ascenso a 2º B, y un breve paso por el Moratalla C.F., milita actualmente en las filas del Pinatar C.F..